# Victor Aller
Pour les articles homonymes, voir Aller.
Victor Aller (New York, 26 mars 1905 – Los Angeles, mai 1977) est un pianiste américain.

## Carrière
Victor Aller a une carrière couronnée de succès, dans les coulisses de l'industrie du cinéma et enseigne le piano à Hollywood. Parfois ses élèves sont des acteurs se préparant pour représenter des musiciens à l'écran, tels que Dirk Bogarde et Cornel Wilde. Sa renommée cependant, repose principalement sur ses interprétations des années 1950 sur disques Capitol Records avec le Quatuor de Hollywood, notamment avec les quintettes avec piano de Johannes Brahms, César Franck et Dmitri Chostakovitch, ainsi que les quatuors avec piano de Brahms.
Victor Aller est lié professionnellement au quatuor, mais aussi par ses liens familiaux : sa sœur, Eleanor Aller, en est la violoncelliste et son mari Felix Slatkin, est premier violon. Le couple et les autres membres du quatuor sont tous des musiciens des studios d'Hollywood de l'époque et Victor Aller, durant les années 1940, est le directeur de orchestre chez Warner Bros. ; en 1949, sa rémunération horaire s'élève à 19,95 $, selon les archives de l'entreprise. Victor Aller s'est marié avec la violoniste Ester Heller, qu'il avait rencontré alors que tous deux fréquentaient la Juilliard School et où il étudiait le piano avec Josef Lhévinne.
Un film de la firme Warner, dans lequel Victor Aller participe directement, est La Bête aux cinq doigts. Aller effectue un arrangement pour piano pour la main gauche de la Chaconne de la Partita en ré mineur pour violon de Bach, et, selon un communiqué de presse, il passe 200 heures de formation avec l'acteur Victor Francen pour lui donner la technique appropriée. La main de Victor Aller est utilisée dans le film, lorsque la main joue du piano : Victor est assis sous le piano, vêtu de velours noir sur le bras, de sorte que la main apparaît désincarnée. Pour Le Bal des adieux [Song Without End], Victor Aller fourni des informations techniques à Dirk Bogarde, qui joue le premier rôle, Franz Liszt et Jorge Bolet interprète la musique.
Le patrimoine musical de Victor Aller, vit avec des parents dans les générations suivantes. Sa fille est la violoniste et concertiste, Judith Aller, qui étudie avec Jascha Heifetz ; son neveu, fils de Felix Slatkin et Eleanor Aller, est le fameux chef d'orchestre américain, Leonard Slatkin. Le frère de Leonard, Frédéric Zlotkin est un violoncelliste de talent, principal violoncelle solo du New York City Ballet et membre du Lyric Piano Quartet.